# Brill Cagliari 1971-1972
Nella stagione 1971-1972, la Brill Cagliari ha disputato il campionato di Serie B Nazionale,  secondo livello del Basket italiano, nel girone B; giungendo prima e conquistando la promozione in Serie A. Perse tuttavia la finale per il titolo nazionale di Serie B contro la Saclà Asti con il punteggio di 98-79.
La società non prese parte alla Coppa Italia.

## Roster
|  | Naz.              | Ruolo | Sportivo           | Anno | Alt. | Peso |  |
|  | ----------------- | ----- | ------------------ | ---- | ---- | ---- |  |
|  | Italia (bandiera) |       | Mauro Bernardini   |      |      |      |  |
|  | Italia (bandiera) |       | Giuseppe Correddu  |      |      |      |  |
|  | Italia (bandiera) |       | Francesco Mastio   |      |      |      |  |
|  | Italia (bandiera) |       | Danilo Nanni       |      |      |      |  |
|  | Italia (bandiera) | G     | Alberto Pedrazzini |      | 194  |      |  |
|  | Italia (bandiera) | C     | Raffaeli           |      |      |      |  |
|  | Italia (bandiera) |       | Piero Rigucci      |      |      |      |  |
|  | Italia (bandiera) |       | Salvatore Serra    |      |      |      |  |
|  | Italia (bandiera) | A     | Sandro Spinetti    |      | 190  |      |  |
|  | Italia (bandiera) | A     | Mario Vascellari   |      | 193  |      |  |